# Qualifications de la zone Océanie pour la Coupe du monde de rugby à XV 2007
Navigation
Qualifications Coupe du monde 2003 Qualifications Coupe du monde 2011
Les qualifications de la zone Océanie pour la Coupe du monde de rugby à XV 2007 opposent du 23 juillet 2005 au 30 juillet 2006 neuf équipes pour rejoindre la Nouvelle-Zélande et l'Australie qualifiées d'office. À l'issue, deux sont qualifiées directement pour la phase finale et une troisième dispute un match de barrage contre une équipe de la Zone Asie. Les qualifiés directs sont les Samoa et Fidji tandis que les Tonga dispute le barrage.

## Liste des équipes participantes
| - Îles Cook - Fidji - Niue - Papouasie-Nouvelle-Guinée - Îles Salomon | - Samoa - Tahiti - Tonga - Vanuatu |

## Tour 1

### Tour 1a - Océanie Ouest
La Papouasie-Nouvelle-Guinée est qualifiée pour le Tour 2.
| Pays                      | J | V | N | D |
| ------------------------- | - | - | - | - |
| Papouasie-Nouvelle-Guinée | 2 | 2 | 0 | 0 |
| Îles Salomon              | 2 | 1 | 0 | 1 |
| Vanuatu                   | 2 | 0 | 0 | 2 |

- 29/07/2005 : Vanuatu 12 - 20 Îles Salomon
- 13/08/2005 : Îles Salomon 7 - 45 Papouasie-Nouvelle-Guinée
- 20/08/2005 : Papouasie-Nouvelle-Guinée 97 - 0 Vanuatu

### Tour 1b - Océanie Est
Les îles Cook sont qualifiées pour le Tour 2.
| Pays      | J | V | N | D |
| --------- | - | - | - | - |
| Îles Cook | 2 | 2 | 0 | 0 |
| Niue      | 2 | 1 | 0 | 1 |
| Tahiti    | 2 | 0 | 0 | 2 |

- 23/07/2005 : Niué 55 - 8  Tahiti
- 30/07/2005 : Tahiti 22 - 47 Îles Cook
- 06/8/2005 : Îles Cook 24 - 5 Niué

## Tour 2
Les îles Cook sont qualifiées pour le Tour 4 à la différence de points.
| Date       | Match                                       |  |
| ---------- | ------------------------------------------- |  |
| 03/09/2005 | Îles Cook 37 - 12 Papouasie-Nouvelle-Guinée |  |
| 10/09/2005 | Papouasie-Nouvelle-Guinée 20 - 11 Îles Cook |  |

## Tour 3
Le Tri-nations du Pacifique, joué en juin 2005, sert de qualification pour la Coupe du monde. Les Samoa et les Fidji sont qualifiées pour la Coupe du monde. Les Tonga sont qualifiées pour le Tour 4.
| Pays  | J | V | N | D |
| ----- | - | - | - | - |
| Samoa | 4 | 3 | 0 | 1 |
| Fidji | 4 | 3 | 0 | 1 |
| Tonga | 4 | 0 | 0 | 4 |

- 25/06/2005 : Fidji 19 - 11 Tonga
- 02/07/2005 : Samoa 50 - 28 Tonga
- 09/07/2005 : Samoa 36 - 10 Fidji
- 16/07/2005 : Tonga 19 - 24 Fidji
- 23/07/2005 : Tonga 19 - 30 Samoa
- 30/07/2005 : Fidji 	21 - 15 Samoa

## Tour 4
Les Tonga (Océanie 3) sont qualifiées pour jouer le tour de Repêchage.
| Date       | Match                   |  |
| ---------- | ----------------------- |  |
| 24/06/2006 | Îles Cook 10 - 77 Tonga |  |
| 08/07/2006 | Tonga 90 - 0 Îles Cook  |  |